# Дани које ћу памтити
Дани које ћу памтити: дружење с Џоном Леноном и Јоко Оно (енгл. Days that I'll remember: spending time with John Lennon and Yoko Ono) је књига Џонатана Кота (енгл. Jonathan Cott) (1942), објављена 2013. године. Српско издање књиге објављено је 2021. године у издању "Службеног гласника" из Београда у преводу Наде Донати.

## О аутору
Џонатан Кот (1942) је публициста и новинар часописа Rolling Stone.Аутор је шеснаест књига. Живи у Њујорку.

## О књизи
Књига Дани које ћу памтити представља портрет пара који је мењао свет. Књига је драгоцен додатак мноштву књига о Битлсима и нуди нови поглед на Ленона и Оно као појединце, уметнике и љубавнике. Представља и мемоаре Џонатана Кота музичког новинара о турбулентним временима у музици, политици и култури. Кот је један од оних који сматрају да је  Јоко Оно утицала на Ленона. У овом приказу њихове везе, аутор даје причу састављену од бројних интервјуа с Џоном Леноном и Јоко Оно. Већина тих прича је објављивана у скраћеном облику у часопису Rolling Stone. Неки делови и верзије њихове приче први пут се налазе у овој књизи, заједно са фотографијама из приватне архиве.